# Primera comunión

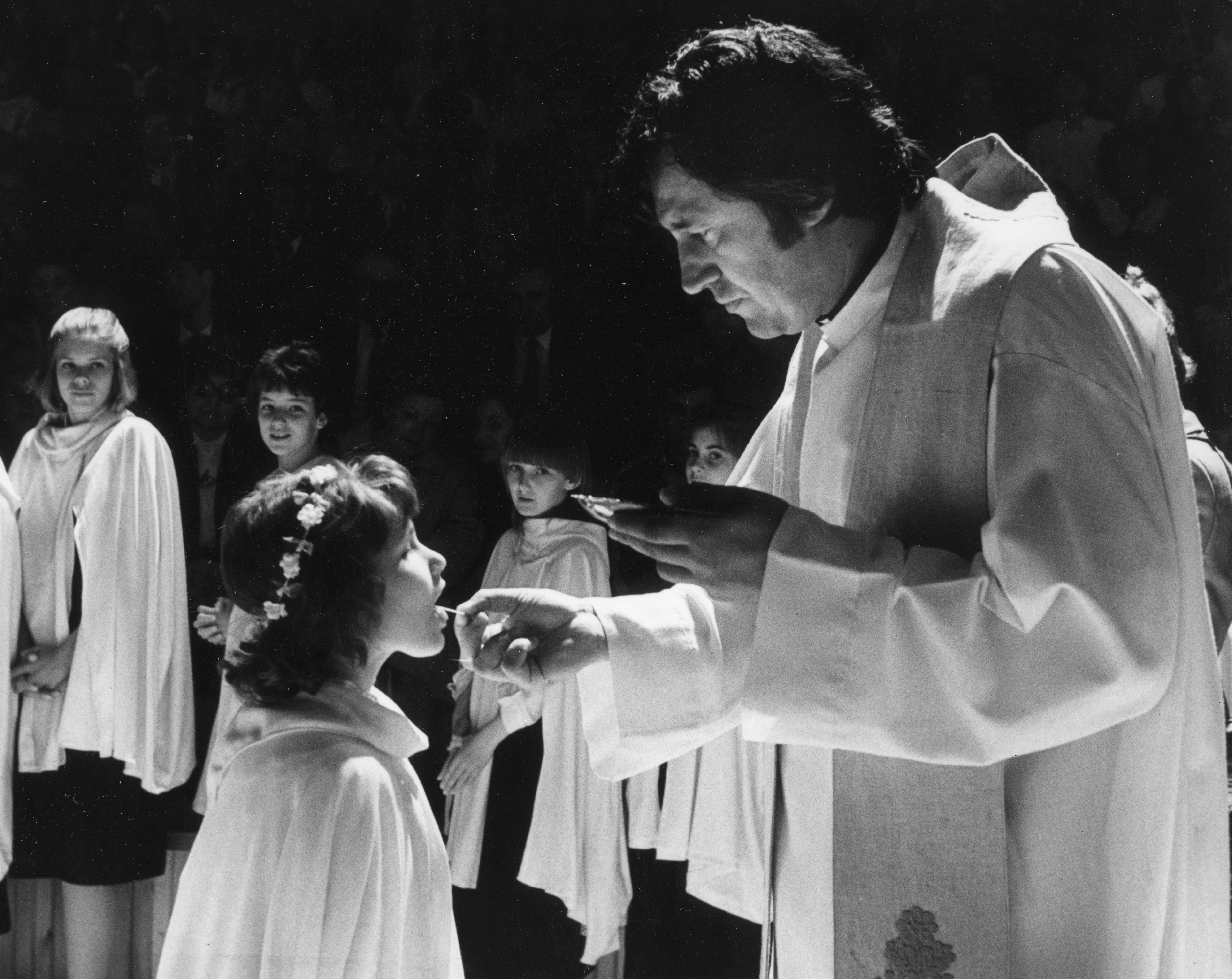
Niña recibiendo la primera comunión en Hungría.

Se conoce como primera comunión a la celebración de la Iglesia católica en la que un fiel, generalmente menor de edad, participa por primera vez del sacramento de la Eucaristía recibiendo la comunión (recibir el cuerpo y la sangre de Jesucristo), siendo un requisito obligatorio haber recibido antes el sacramento del bautismo y el de la penitencia o confesión.
Es practicada generalmente por niños de entre siete y doce años, generalmente de forma colectiva, aunque es aceptado en dicha religión que una persona celebre el rito a cualquier edad, siempre y cuando reciba preparación previa al sacramento y cumpla con los requisitos.
La ceremonia tiene lugar en torno a la celebración eucarística, y en todos los casos debe ser oficiada por un sacerdote. Mientras que en la Iglesia ortodoxa la comunión se da por vez primera a los niños tan pronto han sido bautizados, en la Iglesia católica la primera comunión se da a los niños a partir del uso de razón.

## Orígenes
Si bien se puede considerar la última cena que Jesucristo celebró con los Doce Apóstoles como el origen de este ritual, la «primera comunión», como acto ceremonial y sacramental, tiene su origen en el siglo XIII, específicamente en 1215, cuando el Concilio de Letrán decidió que solo los menores que hayan alcanzado "la edad de discreción, entre doce y catorce años, podrían recibir este sacramento.
Durante el siglo XIII y el siglo XVII la primera comunión fue un acto que pasaba desapercibido socialmente, pues los niños no eran vistos como sujetos relevantes al interior de la sociedad medieval. Solo fue después de la Contrarreforma que tomó importancia la ceremonia, como respuesta a la reforma luterana que desde sus inicios valoró mucho más a los menores y, por consiguiente, se convirtió en un evento importante en la vida de las personas.
Durante el siglo XX la Primera Comunión se consolidó como una ceremonia muy relevante en la vida de los católicos. Un estudio realizado en 1995 entre personas católicas mayores de 50 años encontró que el 90% de los entrevistados recuerda su primera comunión como uno de los actos o momentos más importantes de su vida y el 65% de ellos aún conserva al menos una fotografía de este momento.

## Requisitos
No cualquier persona puede recibir el sacramento de la Primera Comunión; existen varios requisitos previos para poder participar de este ritual.

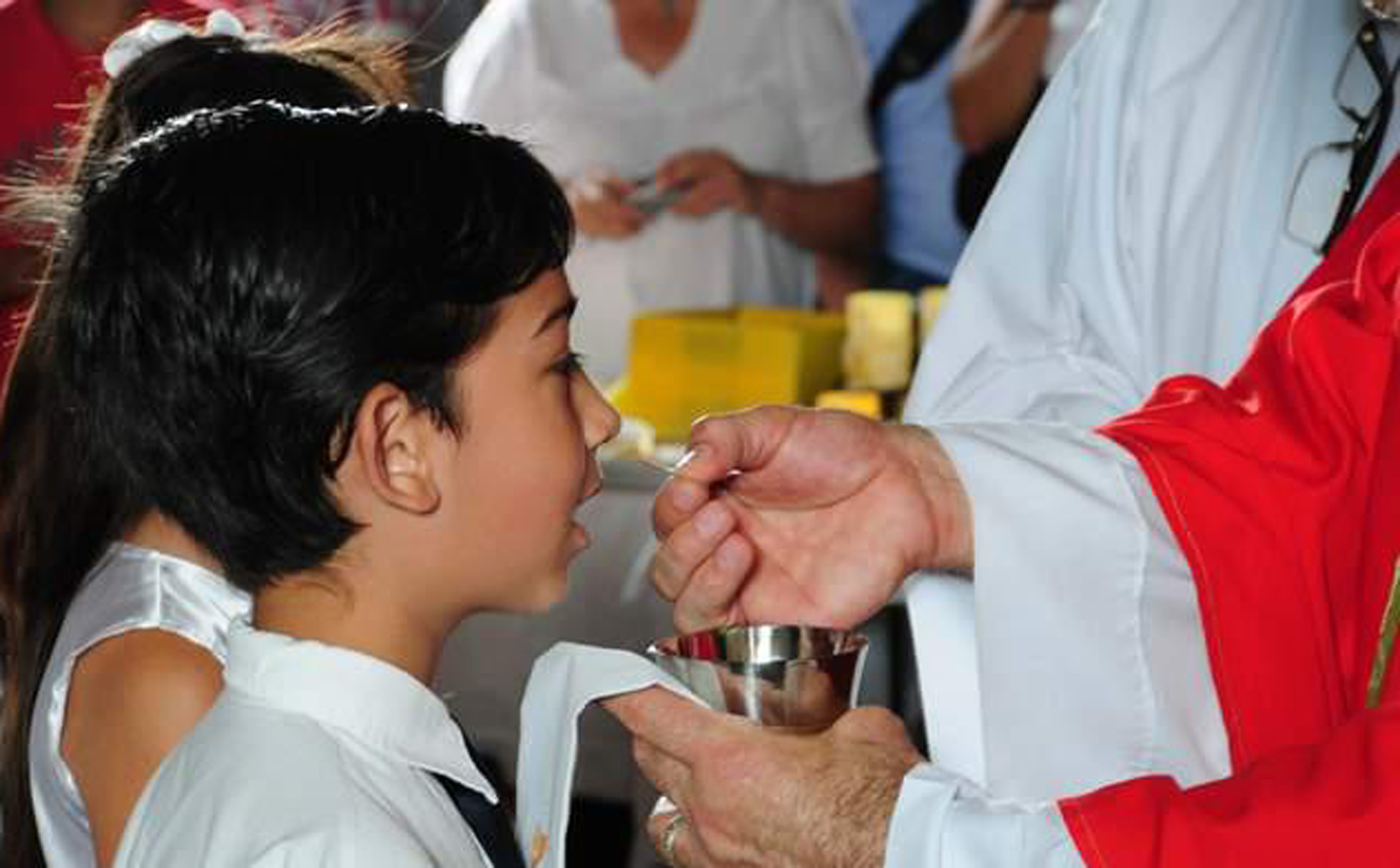
Niño comulgando.

En primer lugar, es necesario pertenecer a la religión católica y haber recibido previamente el sacramento del bautismo, el cual generalmente se práctica pocos días después del nacimiento.
En segundo lugar, es necesario recibir una preparación adecuada, por ello la Iglesia católica organiza cursos de catequesis, que consiste en enseñar y evangelizar a los niños o adultos para que lleguen a la comprensión de este sacramento. En la mayoría de los casos la persona responsable de preparar a los candidatos a la primera comunión es un sacerdote, una religiosa o religioso; no obstante, cualquier laico puede hacerlo, siempre y cuando esté autorizado por un sacerdote.
En tercer lugar, es necesario participar del sacramento de la penitencia o confesión, mediante el cual, ante el sacerdote se confiesan todos los pecados cometidos a lo largo de la vida, luego el religioso le otorga el perdón divino y le impone una penitencia, que generalmente consiste en elevar una plegaria. Algunos pecados muy graves como el profanar la Eucaristía o el escuchar confesiones y divulgarlas junto a la identidad del penitente solo pueden recibir el perdón del Santo Padre.
Es obligatorio haber recibido el perdón del sacerdote para poder participar del rito de la Comunión.
Finalmente para poder participar del sacramento debe inscribirse la solicitud ante una iglesia, parroquia o institución educativa católica, quienes se encargarán de todos los aspectos legales y logísticos que demanda la ceremonia.

## Consecuencias
La Primera Comunión es un acto de fe en la vida del creyente en Jesucristo que condiciona una serie de compromisos futuros para el comulgante, siendo el principal, seguir en adelante participando con cierta regularidad del sacramento de la Comunión y por consiguiente de la Penitencia (Confesión). Igualmente se espera del creyente que todo sus actos estén en concordancia con la fe católica y que los actos de su vida honren la comunión alcanzada con Jesucristo.
Igualmente el comulgante se debe comprometer a cumplir con los Mandamientos de Dios y dar su asentimiento a los dogmas de la fe cristiana y particularmente de la Iglesia católica.
Años más tarde, cuando el católico alcance una mayor madurez física y espiritual, deberá participar del sacramento de la confirmación y cuando decida compartir su vida con otra persona, deberá hacerlo mediante el sacramento del matrimonio, consagrando a Dios la unión conyugal.

## Espiritualidad
La religión católica en su dogma, considera que este ritual es la "primera experiencia de revelación espiritual, en estado de conciencia, que vive un católico" y por lo tanto marca el inicio del relacionamiento espiritual consciente, entre el creyente y Jesucristo, manifestado mediante su cuerpo y sangre en el sacramento de la comunión, razón por la cual, es importante que el católico siga comulgando tantas veces como le sea posible, a lo largo de su vida.

## Ceremonia
La ceremonia de la Primera Comunión se desarrolla como parte de una Eucaristía, en ella, quien participa puede presentar uno o dos padrinos (hombre o mujer, aunque estos no son obligatorios ni indispensables), el principal fin de los padrinos es brindar ejemplo y apoyo de moral y ética cristiana a su ahijado(a).
Se recomienda que quien recibe la primera comunión acuda a esta ceremonia vestido con detalles, utilizando preferiblemente el color blanco en su vestuario, pues esto recuerda la pureza del Bautismo. También se puede llevar una vela de parafina en la mano, que se acostumbra encender durante el evento para recordar la luz de Cristo. A veces también se acostumbra portar una Biblia o libro de oraciones, y un rosario.
Algunos textos especializados en el protocolo ceremonial del ritual, sugieren, que las niñas que van a participar de la primera comunión, lo hagan con vestido blanco, de falda larga (abajo de la rodilla, preferiblemente hasta los talones), sin abertura en los brazos, evitando texturas satinadas, con preferencia de enaguas abultadas que den cuerpo a las faldas y con guantes largos que lleguen hasta el antebrazo, medias veladas blancas, si se va a utilizar maquillaje que sea en colores tenues y arreglos de cabello discretos acordes con el vestuario. En el caso de los varones con traje formal de color blanco preferiblemente, con corbata o corbatín, en todos los casos con guantes que superen las muñecas pero que no alcancen a llegar al antebrazo, (Los guantes son muy importantes, pues representan la renuncia a las tentaciones del pecado) y sin ningún tipo de adorno, preferiblemente cabello corto, en caso de que el niño lleve el cabello largo, éste debe ir recogido con gel y una moña de color blanco. Igualmente es aceptado el uso de "sacos" o "suéter".
Aunque acatar el protocolo de vestuario para la primera comunión es importante, toda vez que la religión católica es muy respetuosa de la simbología, esta no es obligatoria ni condicionante para aquel que participará del rito.
En algunos países asiáticos en los cuales la religión católica es minoritaria, se acostumbra que el vestuario sea el propio de la tradición cultural de la región o país, llevando los atuendos típicos que se utilizan en una ceremonia.

### Clasificación de las ceremonias
Si bien el propósito de la primera comunión en todos los casos es el mismo: "La Comunión entre la persona y el cuerpo y la sangre de Jesucristo", no todas las ceremonias son siempre iguales; dependiendo de la cultura, las creencias, las facilidades económicas, las colectividades a las que se pertenezca, la tradición histórica, o simplemente el gusto de la familia, las ceremonias varían notablemente entre culturas, países y clases socioeconómicas.
Debido a lo complejo que puede ser clasificar los diferentes tipos de ceremonias, algunos estudios recurrieron a la indumentarias o vestuario, como instrumento de clasificación, pues es el principal factor diferenciador entre los rituales, ya que pertenece al orden de los simbólico, aunque se reconocen otros factores de clasificación, como por ejemplo la edad o el espacio geográfico donde se realiza la ceremonia.

#### Ceremonias tradicionales
Se refiere a las ceremonias que se consideran típicamente comunes o frecuentemente practicadas en el mundo occidental y que sistemáticamente se reproducen entre generaciones. En oriente debido a que la religión católica es minoría, los rituales se han tenido que adaptar a las características socioculturales de esa región, por consiguiente los ritos que en occidente se consideran típicos, no lo son en Oriente.

##### Ceremonia colectiva

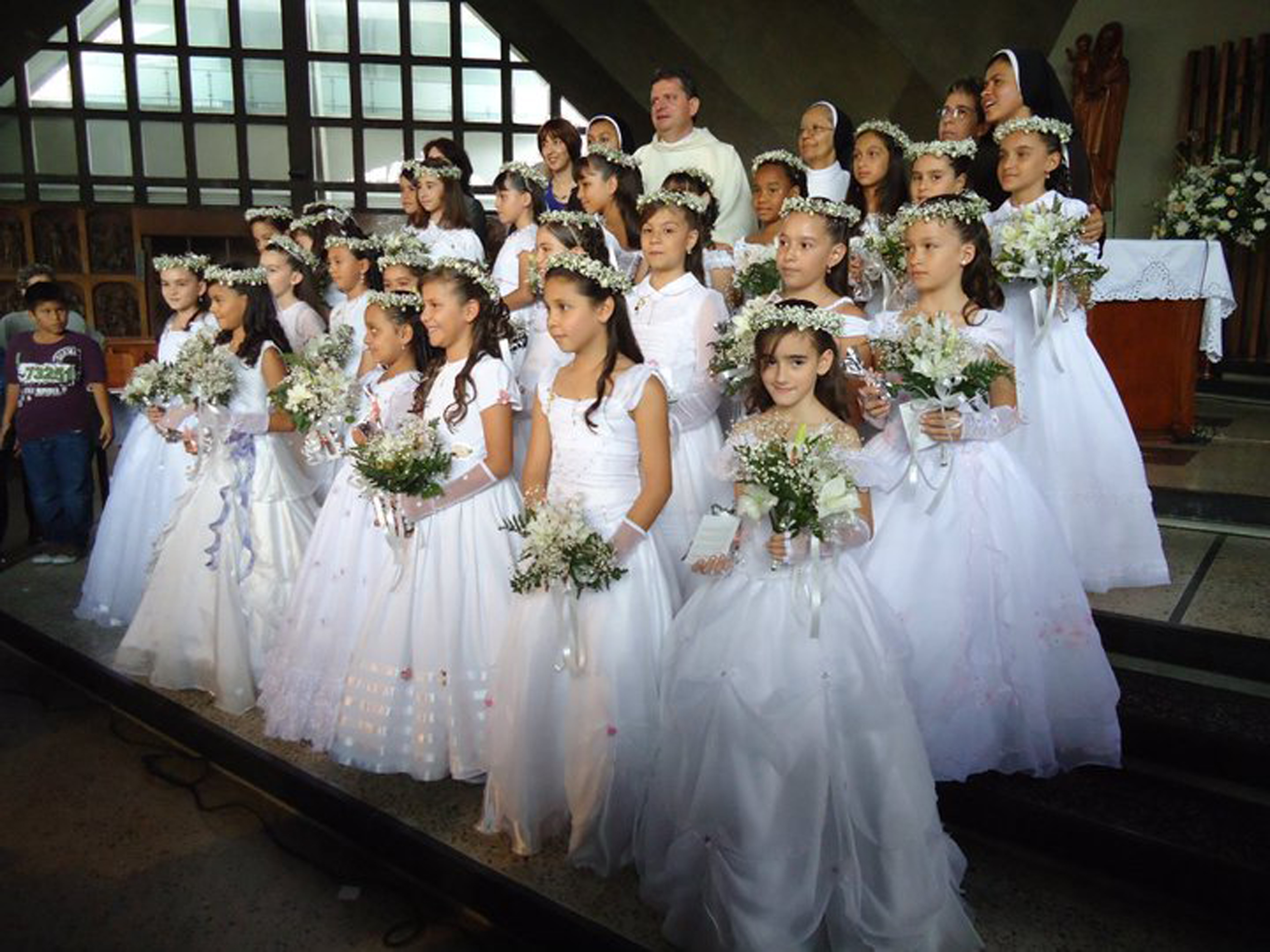
Niñas de un colegio católico celebrando su Primera Comunión.

Se refiere al tipo de ceremonia en la cual un grupo de personas superior a cinco personas, realizan su primera comunión. Este tipo de ceremonia comúnmente se practica en instituciones educativas católicas, en donde los niños que se encuentran cursando la primera participan colectivamente del ritual, en tal caso, la institución asume toda la preparación previa de los niños y la logística propia del evento.
También es muy utilizada esta forma de ceremonia en las parroquias, es decir en las zonas residenciales cubiertas geográficamente por una iglesia a cargo de un sacerdote (párroco). En estos casos los niños que están próximos a cumplir la edad de los 7 u 8 años son convocados por los catequistas para que comiencen la preparación a esta ceremonia, luego de varios meses, generalmente en junio o en diciembre, se realiza el rito colectivo, en el que es común que hasta más de 100 niños participen de esta liturgia.
En países iberoamericanos es muy común que los niños realicen su primera comunión de forma colectiva, es una manera de socializar entre ellos y de expresar colectivamente su voluntad de pertenecer a una comunidad de fe, la Iglesia católica respalda ampliamente este tipo de rituales, pues se considera que la iglesia se debe construir de forma incluyente y vinculante entre las personas que componen el rebaño de Dios en la tierra, aunque no es un condición sacramental que se practique de esta forma y ningún sacerdote dentro del derecho canónico, puede obligar a una persona a realizar colectivamente la primera comunión, siendo un derecho de cada sujeto y sus familias, decidir cual es la forma más adecuada para celebrar este rito.

##### Ceremonia colectiva uniformada
Esta ceremonia es una variante de la ceremonia colectiva, se diferencia de la anterior, en que es obligatorio el uso de un mismo uniforme por parte de todos los infantes que participan en la ceremonia, todo ello con el objetivo de aportarle una mayor ceremonialidad y elegancia al ritual.
En el caso de los varones, este tipo de ceremonia requiere que utilicen el mismo tipo de traje, en el caso de las niñas el mismo tipo de vestido, en todos los casos sin variaciones de color, diseño, costura, estilo ni adornos.
Es particular en este sentido la tradición española en la que los niños visten con uniformes militares a la hora de hacer la Primera Comunión. Es una costumbre muy arraigada en España vestir a los varones con uniformes de, sobre todo, la marina española: desde el simple uniforme de marinero hasta los más sofisticados de almirante o capitán, compuestos por chaqueta con galones, cordones, alamares, empuñaduras y gorra. No obstante, últimamente se ha impuesto la moda de vestir con cualquier uniforme de gala del ejército español, desde los uniformes de gala del Ejército de Tierra hasta el anacrónico de la Guardia Real.
Generalmente este tipo de ceremonia resulta costoso por el diseño de un mismo modelo de traje, siendo común igualmente que el templo sea decorado de forma sofisticada y con altos patrones estéticos, boato social que ha sido motivo de preocupación para la iglesia, ya que se aleja de la espiritualidad de la celebración.

##### Ceremonia individual
La ceremonia individual, en contraposición a la colectiva, se realiza de forma privada y solamente participa del sacramento una o máximo dos personas, aunque pueden asistir muchos feligreses a la liturgia.
Pueden existir muchos posibles motivos para este tipo de ceremonia: habitar en zona rural alejada, querer una ceremonia privada, poder invitar a todos los familiares al acto litúrgico, mejores posibilidades para el registro fotográfico del evento, mayor dedicación del sacerdote al comulgante, entre muchos otros.

##### Ceremonia de mayor conciencia

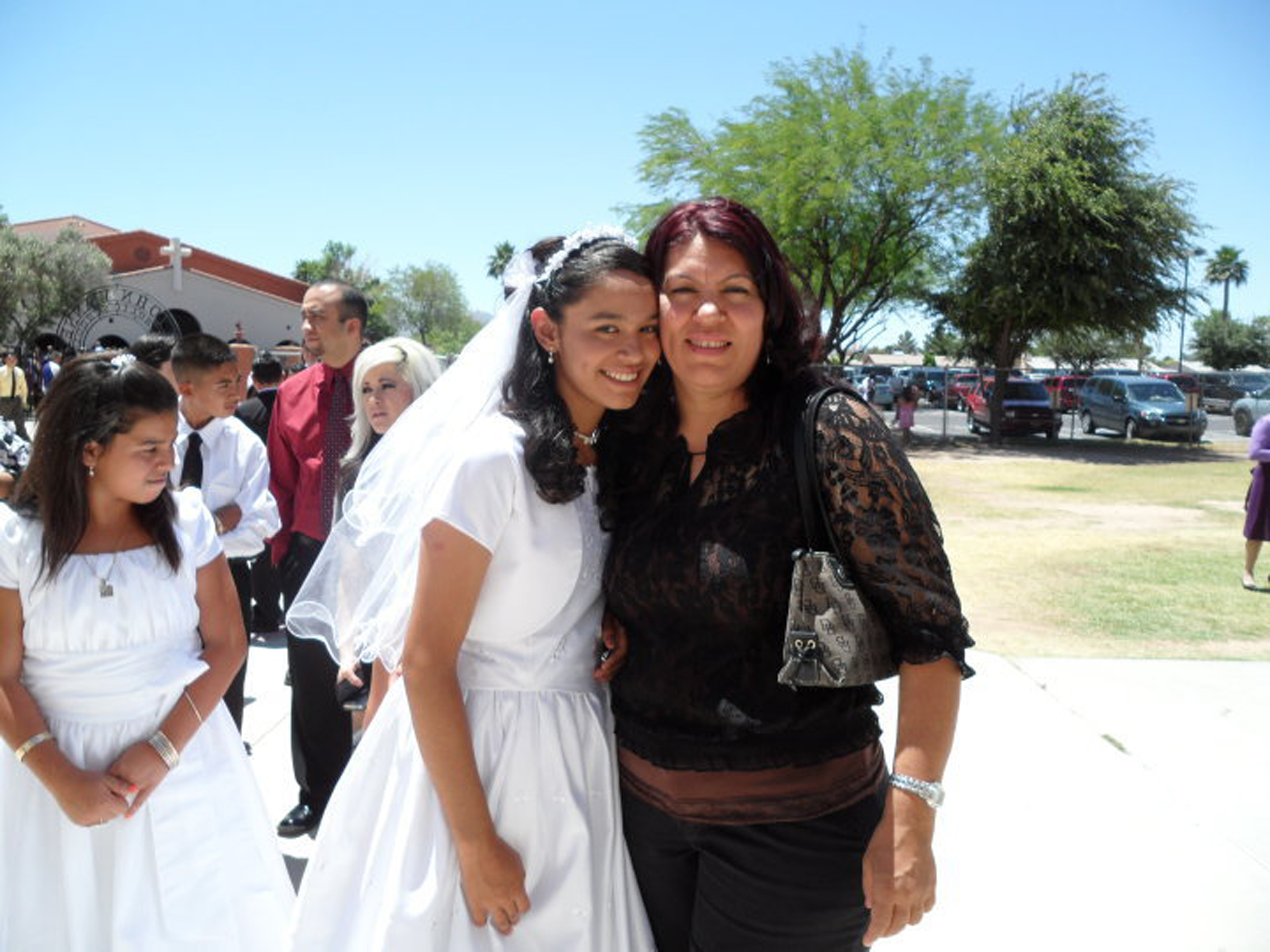
Señorita de 16 años participando del rito de la Primera Comunión.

Algunas personas consideran que el sacramento de la Primera Comunión es un acto de mucha importancia y relevancia en la vida de un católico, y debe tenerse la conciencia plena y absoluta de lo que significa y exige para un creyente.
Es por lo anterior que muchas familias en el mundo prefieren que sus hijos participen del rito de la Primera Comunión, no siendo niños sino adolescentes, permitiendo a sus hijos realizar el ritual únicamente al cumplir los quince o dieciséis años de edad, buscando de esta forma que se tenga un mayor grado de conciencia acerca de la importancia de este ritual.
Algunos católicos critican este tipo de práctica, por considerar que se le niega durante mucho tiempo al menor de edad, la posibilidad de entrar en comunión con cristo, otros igualmente consideran que un niño a las siete años ya comprende lo que implica este ritual y otros basados más en lo estético consideran que es inadecuado pues al lucirse el vestuario propio de la liturgia, más parecen novios celebrando el sacramento del matrimonio, que el sacramento de la comunión.
De otra parte para las adolescentes puede resultar muy molesto hacer su primera comunión a una edad tan avanzada, pues resulta un acto de Infantilización que los deja en ridículo, al tener que participar del ritual, luciendo vestidos similares a los que utilizan niños menores y posiblemente recibiendo el mismo trato que reciben los otros niños. Igualmente puede resultar muy molesto que para algunos adultos luzcan como pequeños novios y para otros como niños muy grandes.
Existen casos documentados tanto de celebraciones colectivas, colectivas uniformadas como individuales, de este tipo de ceremonia, incluso en México es muy frecuente que se mezclen niños con adolescentes durante el ritual.
Algunos autores que han estudiado el fenómeno, consideran como positiva la experiencia, toda vez que el menor tiene una mayor conciencia de sus actos y puede comprender mejor lo que significa dentro del colectivo al cual pertenece, el ritual al que está siendo sometido, pudiendo ejercer un juicio más responsable sobre sus actos.

#### Ceremonias no convencionales
Se consideran ceremonias no convencionales, aquellas que aunque son practicadas en la actualidad, su impacto o incidencia no superan 1 en 100 casos, es decir son muy poco frecuentes y no responden a un patrón de comportamiento sistemático ni masivo.
Existen una amplia variedad de subtipos de "ceremonias no convencionales", sin embargo la mayoría de ellas no han sido documentadas de forma rigurosa o sistemática. A continuación se presentan algunas de las que han sido estudiadas y documentadas por diversos investigadores alrededor del mundo.

##### Ceremonia simbólica simple

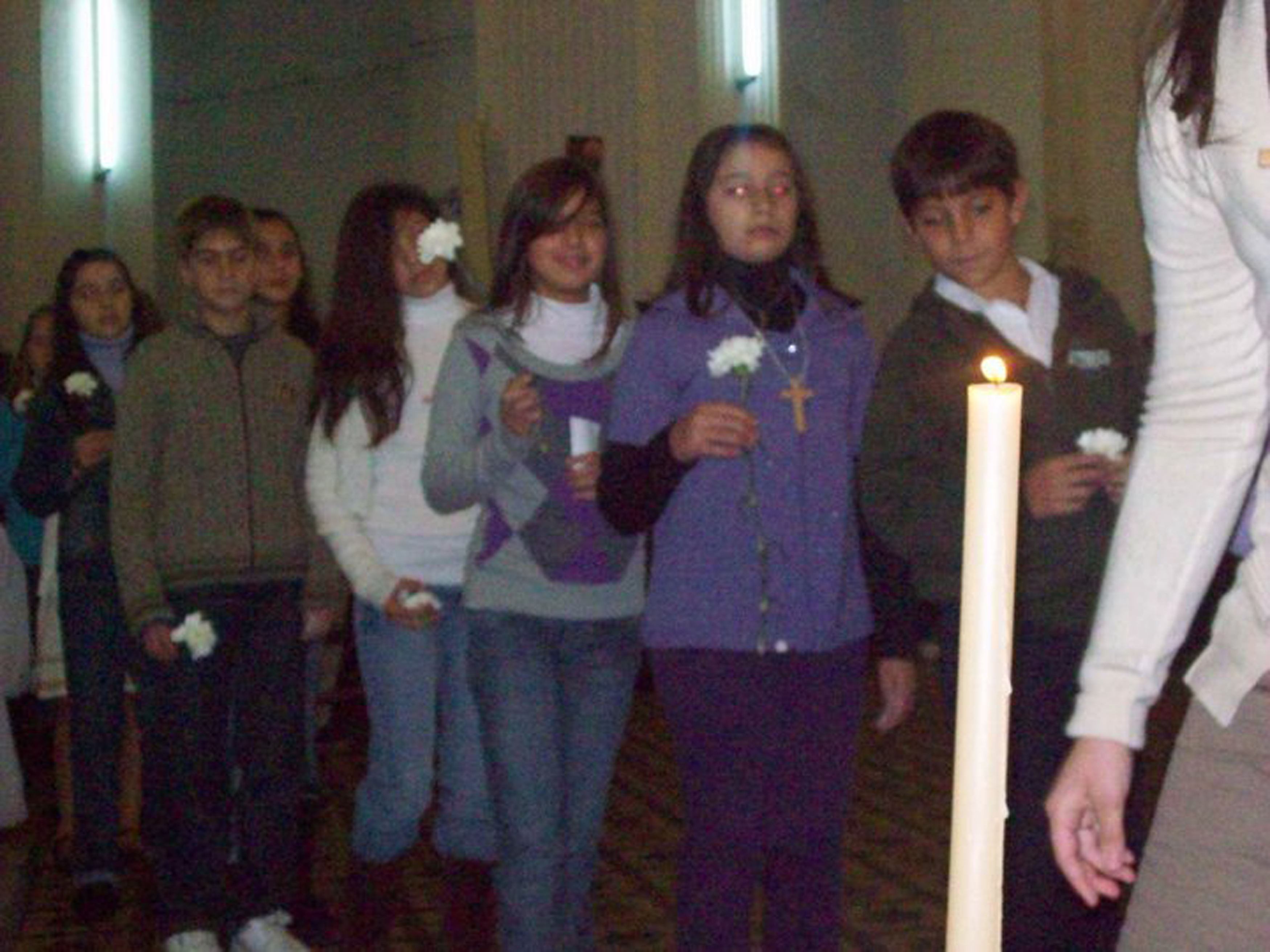
Niños haciendo su primera comunión con vestuario ordinario.

Algunos católicos consideran que el ritual de la primera comunión no debe ser un "desfile de modas" sino un acto de fe, en el que lo espiritual debe sobresalir sobre lo material, es por esta razón que no utilizan ningún tipo de vestuario especial para esta ocasión, sino vestuario cotidiano, por ello se conoce como "ceremonia simbólica simple".
Esta práctica tiende al desuso en el mundo, pues la religión católica históricamente ha valorado la simbología como parte importante de los rituales, toda la estructura protocolaria de la Iglesia está acompañada de símbolos, es la razón por la cual el sacerdote lleva indumentaria especial durante las liturgias y todos los religiosos visten siempre sus hábitos, por lo tanto, el uso de una indumentaria especial es importante para recibir todos los sacramentos, tal y como ocurre igualmente con el matrimonio.
Es común que los sacerdotes rechacen este tipo de práctica, por considerar que el vestuario característico, además de vincular el simbolismo propio de la religión católica, es señal de formalidad y respeto por el acto ceremonial y existen casos documentados, en los cuales los sacerdotes no permiten que los menores participen del ritual vestidos con indumentaria ordinaria, por considerarlo una manifestación de informalidad.

##### Ceremonia de vestuario contemporáneo

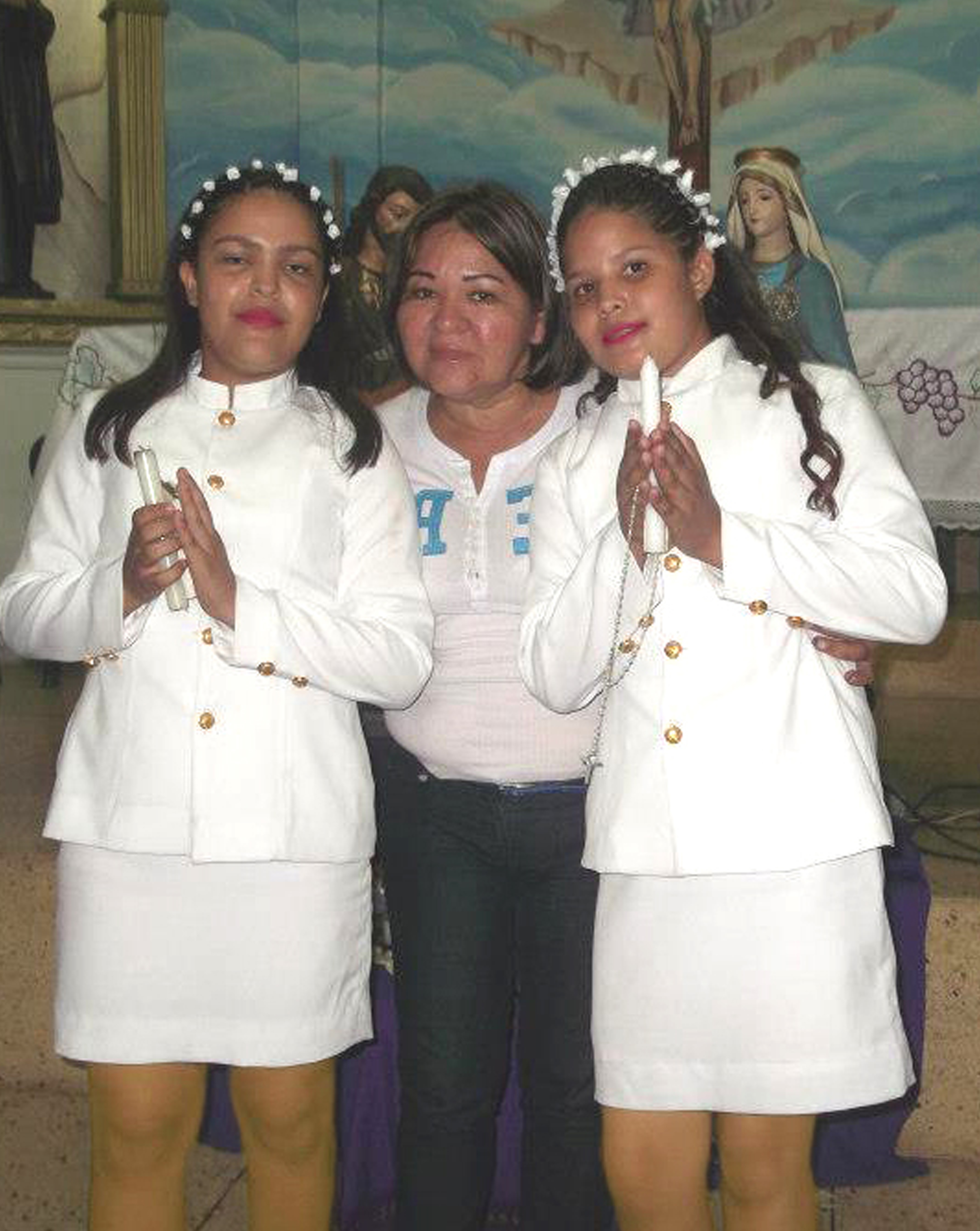
Niñas luciendo vestuario tipo sastre, para la celebración de su Primera Comunión.

Esta categoría aplica únicamente para las niñas o señoritas, caso en el cual, asisten con vestidos formales tipo sastre, generalmente compuestos por chaqueta de manga larga, botones finamente acabados, minifalda, medias veladas, maquillaje suave y zapatos de tacón alto, cabello preferiblemente cepillado o recogido y uñas esmaltadas, tratando de simular, como su nombre lo dice, un vestuario formal femenino de tipo contemporáneo.
Se desconoce con certeza por qué se utiliza este tipo de vestuario, aunque algunos autores sostienen que es una forma que emplean las familias para darle un aspecto más moderno al rito, pues los vestidos blancos con enaguas y faldas largas, son indumentaria del siglo pasado, poco prácticos, costosos, que solo sirven para este propósito y que desentonan en un entorno moderno.
Este tipo de vestuario es bastante poco frecuente y no es promovido por la iglesia, aunque no existe ninguna prohibición expresa al respecto por parte de la Religión Católica, ni tampoco se conocen casos documentados de sacerdotes que le hayan negado a una niña el sacramento de la Comunión por vestir de esta forma.
Igualmente el uso de indumentarias como la mini falda, las medias veladas o los tacones, pueden resultar muy prematuros para los menores de edad, haciendo lucir a las niñas como mujeres adultas.

##### Ceremonia domiciliaria
Este tipo de ceremonia está principalmente reservada para personas que sufren algún tipo de discapacidad y les resulta imposible y altamente complejo, salir de su casa o lugar de residencia, razón por la cual el sacerdote se desplaza hasta el domicilio del comulgante para que pueda recibir su primera comunión.
En algunos casos familias muy adineradas organizan la ceremonia en sus haciendas o casas campestres, hasta donde el sacerdote se desplaza para efectuar el rito, en estos casos es común que el sacerdote solicite autorización al arzobispo u obispo.

## Presencia del ritual en el mundo

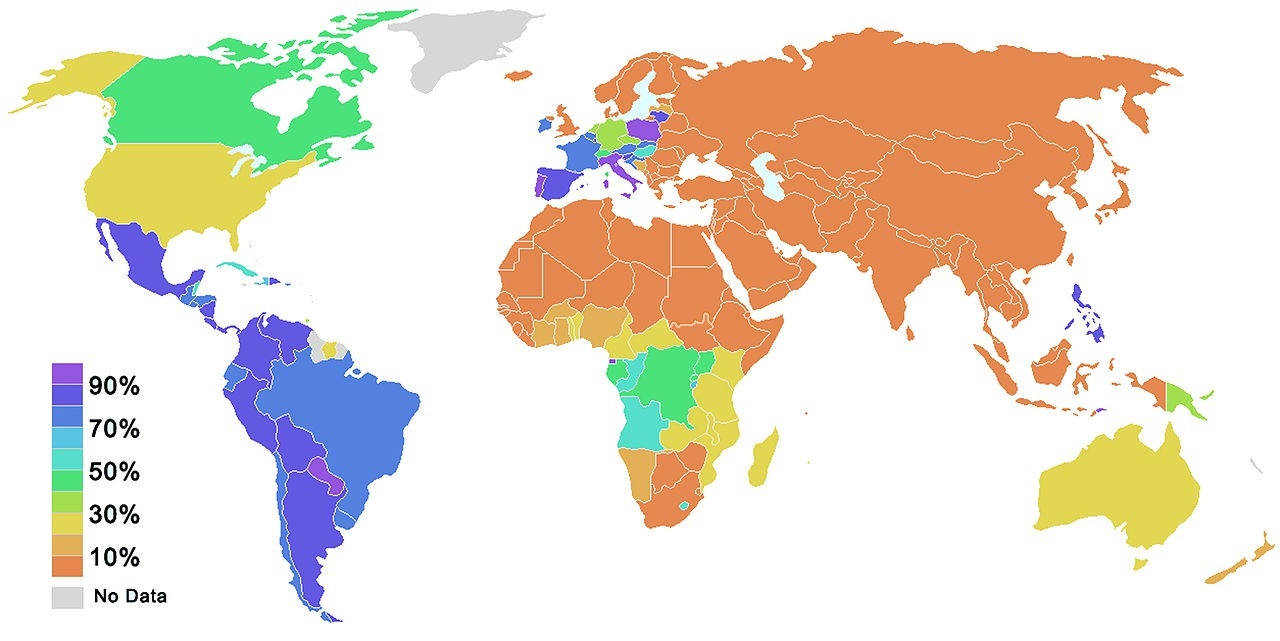
Porcentaje de población por país que practica el rito de la Primera Comunión.

El porcentaje de personas que practican el rito por país, es directamente proporcional al porcentaje de personas que confiesan practicar la fe católica, toda vez que por su condición de sacramento, es de obligatorio mandato y cumplimiento para todos los creyentes que pertenecen a esta religión.
En consecuencia, Europa, Centroamérica y Sudamérica son los continentes en donde más se practica el rito de la Primera Comunión, y el continente Asiático el de menos presencia. Donde predomina la religión Musulmana como el Medio Oriente y el Norte de África es prácticamente inexistente el rito y en países protestantes como Estados Unidos, Canadá, Reino Unido, Australia y Sudáfrica el impacto y presencia es muy bajo.
En general la tasa de incidencia de los rituales sacramentales de la Iglesia católica son muy simétricos, es decir la mayoría de los Católicos que practica uno de los sacramentos práctica todos los demás.

## Celebración
Generalmente es costumbre celebrar con una gran fiesta el ritual de la primera comunión, en muchos casos dicho festejo se realiza en la casa del niño que se consagró y en otros casos (cuando las familias cuentan con recursos económicos) se realiza en salones especializados.
Es costumbre desde el siglo XX proceder con un banquete o fiesta después de la ceremonia eclesiástica, en ella se invitan a familiares y amigos, y la fiesta debe conservar una temática infantil y cristiana. La idea es celebrar la unión con Cristo, que se ha hecho más profunda al haber recibido la Eucaristía por primera vez.